# Рифейські гори

Скіфія і суміжні краї в часи скіфо-перської війни (515—512 до н. е.)

Рифейські гори (також Рипейські гори, Рипи, Рифи, Рипеї, Рифеї) — позначення височин, що дають початок основним річкам Скіфії. В античній міфології це гори, на яких знаходилося житло північного вітру Борея.

## Античні джерела
Уперше північну від Греції локалізацію Рифеїв вказав Гекатей Мілетський. У подальших джерелах антична наука лише уточнювала місцезнаходження цього важливого географічного орієнтиру.
Про гіпербореїв, що жили за Рипейськими горами, писав Гелланік. Однак Геродот цю назву не згадує.
Згідно з Гіппократом, Скіфія лежить під сузір'ям Віз, «біля підніжжя Рипейських гір, звідки дме північний вітер».
Аристотель також зазначав, що Рипейські гори лежать за крайньою Скіфією, під самим Возом, і що звідти стікає багато річок, найбільших після Істра, але вважав перебільшеням розповіді про їх значний розмір. В іншому джерелі Аристотель, не згадуючи назви Рип, підкреслює, що найсильніші течії річок на землі — від височин на півночі.
Рипейські гори згадує Аполлоній Родоський, який розміщує там витоки Істра, і Каллімах. Страбон вважав їх міфічними, так само як і гіпербореїв.
Згідно з географічною поемою Діонісія Періегета, в Рипейських горах беруть витоки річки Алдеск і Пантікап (Пантікап — притока Борисфена, Десна або Прип'ять).
Клавдій Птолемей в II столітті н. е.. узагальнив відомі на його час історико-географічні факти. За його даними, Рипейські гори мали координати по середині: 63 ° — 57 ° 30 '; причому з Рипейськими горами межувала область розселення Саварів і борусків.
У «Орфічній Аргонавтиці» Рипейська ущелина названа в переліку географічних об'єктів, яку подолали аргонавти, перш ніж увійшли в північне море; також зазначалося, що Рипейські гори закривають сонце кімерійцям
Згідно з Періплом Маркіаном, з Рипейських гір, які лежать «між Меотійським озером і Сарматським океаном», течуть річки Хесин (= Західна Двіна) та Турунт (= Полота) (ці річки названі також Птолемеєм, але без зв'язку з горами).
За Філосторгієм, з Рипейських гір стікає Танаїс (= Сіверський Донець), а в передгір'ях жили неври, яких він ототожнював з гунами.

## Розташування
Багато дослідників визначають Рипейські гори як Уральські, але це малоймовірно, бо в окрузі Уралу не вказувалися витоки великих річок Скіфії (Борисфена; Танаїса — Сіверського Дінця з Доном; західних витоків Ра — Волги, Хесину — Західної Двіни). Уральські гори не є вододілом басейнів Сарматського океану (Балтики), Понта Евксинського (Чорного моря), Меотиди (Азовського моря) і Гірканію (Каспійського моря). Попри те, такий вододіл дійсно існує, бере початок від Білоруської гряди і далі переходить в Валдайську і Смоленсько-Московську височини.
Більш ймовірна версія, що Рипейські гори — це Карпати. На це вказує багато географічних ознак, вказаних в античних джерелах.